# Donji Varoš
Donji Varoš falu Horvátországban, Bród-Szávamente megyében. Közigazgatásilag Ógradiskához tartozik.

## Fekvése
Bródtól légvonalban 59, közúton 77 km-re nyugatra, Pozsegától   légvonalban 38, közúton 59 km-re délnyugatra, községközpontjától 1 km-re északkeletre, Nyugat-Szlavóniában, a Száva bal partján fekszik.

## Története
A Száva közeli átkelője miatt területe már a történelem előtti időkben is stratégiai fontosságú hely volt. Ennek jelentőségét a rómaiak előtt itt élt kelták is felismerték, ezt bizonyítja az i. e. 1. századból a La Tène-kultúra idejéből származó, a mai Donji Varoš területén, a Száva partján talált kelta sisak.
A település 1762-ben keletkezett, amikor a Száva bal partján, a mai Ógradiska helyén álló várat lebontották és a helyére hét bástyával és egy négyzetes toronnyal erősített modern erődöt építettek. Az erőd építésekor a régi Gradiska területén élt lakosságot az újonnan létesített falvakba, Donji-, Gornji- és Novi Varošba telepítették át.
Az első katonai felmérés térképén „Unter Vaross” néven található. Lipszky János 1808-ban Budán kiadott repertóriumában „Dolnyi-Varosh” néven szerepel. 
Nagy Lajos 1829-ben kiadott művében „Városch (Dolni)” néven 111 házzal, 694 katolikus és 108 ortodox vallású lakossal találjuk. A katonai közigazgatás megszüntetése után Pozsega vármegyéhez csatolták. 
1857-ben 861, 1910-ben 788 lakosa volt. Az 1910-es népszámlálás szerint lakosságának 93%-a horvát, 6%-a szerb anyanyelvű volt. Pozsega vármegye Újgradiskai járásának része volt. Az első világháború után 1918-ban az új szerb-horvát-szlovén állam, majd később (1929-ben) Jugoszlávia része lett. A település 1991-től a független Horvátországhoz tartozik. 1991-ben lakosságának 68%-a horvát, 14%-a jugoszláv, 7%-a szerb nemzetiségű volt. A délszláv háború során a település már a háború elejétől fogva szerb kézen volt. 1995. május 2-án a „Bljesak-95” hadművelet második napján foglalta vissza a horvát hadsereg. A szerb lakosság legnagyobb része elmenekült. 2011-ben a településnek 284 lakosa volt.

## Lakossága
| Lakosság változása | Lakosság változása | Lakosság változása | Lakosság változása | Lakosság változása | Lakosság változása | Lakosság változása | Lakosság változása | Lakosság változása | Lakosság változása | Lakosság változása | Lakosság változása | Lakosság változása | Lakosság változása | Lakosság változása | Lakosság változása |
| ------------------ | ------------------ | ------------------ | ------------------ | ------------------ | ------------------ | ------------------ | ------------------ | ------------------ | ------------------ | ------------------ | ------------------ | ------------------ | ------------------ | ------------------ | ------------------ |
| 1857               | 1869               | 1880               | 1890               | 1900               | 1910               | 1921               | 1931               | 1948               | 1953               | 1961               | 1971               | 1981               | 1991               | 2001               | 2011               |
| 861                | 947                | 894                | 874                | 774                | 788                | 701                | 777                | 603                | 585                | 535                | 502                | 487                | 484                | 298                | 284                |

(1880-ban és 1890-ben Pivare lakosságával együtt.)

## Nevezetességei
Szent Valentin, Sebestyén és Jakab tiszteletére szentelt római katolikus kápolnáját 1991-ben a JNA és a szerb szabadcsapatok lerombolták. A háború után a helyiek újjáépítették.